# Ó Noite Santa
"Ó Noite Santa" (também conhecido como "Cantique de Noël" ) é uma conhecida canção de Natal. Originalmente baseado em um poema em língua francesa do poeta Placide Cappeau, escrito em 1843, com a primeira linha "Minuit, chrétiens! c'est l'heure solennelle" (Meia-noite, cristãos, é a hora solene) que o compositor Adolphe Adam colocou em música em 1847. A versão em inglês é de John Sullivan Dwight. A canção reflete sobre o nascimento de Jesus como redenção da humanidade.

## História
Em Roquemaure, no final de 1843, o órgão da igreja havia sido reformado recentemente. Para celebrar o evento, o pároco convenceu o poeta Placide Cappeau, natural da cidade, a escrever um poema natalino. Logo depois, no mesmo ano, Adolphe Adam compôs a música. A canção foi estreada em Roquemaure em 1847 pela cantora de ópera Emily Laurey.
O ministro unitário John Sullivan Dwight, editor do Dwight's Journal of Music, escreveu a versão em inglês em 1855. Esta versão tornou-se popular nos Estados Unidos, especialmente no Norte, onde o terceiro verso ressoou com os abolicionistas, incluindo o próprio Dwight.
O amplo alcance vocal da música a torna uma das músicas de Natal mais difíceis de executar corretamente, especialmente para amadores inexperientes. Nas igrejas de língua francesa, é comumente usado no início da Missa da Meia-Noite.

## Nas paradas de discos
A música foi gravada por vários cantores conhecidos de música popular, música clássica e música religiosa. Faz uma aparição frequente nas apresentações anuais do Coro do King's College, Cambridge. Várias interpretações de artistas populares apareceram nas paradas de discos:
- 1971: Tommy Drennan and the Monarchs alcançaram o No. 1 na parada oficial de singles irlandeses[6]
- 1994: Mariah Carey, de seu primeiro álbum de férias de estúdio, Merry Christmas, alcançou o No. 70 na US Billboard Holiday 100.[7] Foi relançado como single em 1996 e 2000; uma versão ao vivo regravada está incluída em seu álbum de acompanhamento de 2010, Merry Christmas II You. Em 2019, seu single foi certificado Ouro nos EUA pela RIAA.[8] Também alcançou o No. 31 na Itália e foi certificado Ouro.[9]
- 1996: John Berry No. 55 na Billboard Hot Country Songs[10]
- 1997: Martina McBride No. 74 na parada Hot Country Songs (também No. 67 em 1998, No. 49 em 1999, No. 57 em 2000, e No. 41 em 2001) [11]
- 1998: Celine Dion No. 44 na Billboard's Holiday chart;[12] em 2014, a Nielsen SoundScan informou que sua versão havia vendido 240.000 cópias nos EUA.[13]
- 2002: Josh Groban No. 1 Billboard Adult Contemporary chart[14]
- 2006: Josh Gracin No. 59 na parada Hot Country Songs [15]
- 2010–2011: Glee elenco No. 1 Billboard Holiday Digital Song Sales[16]
- 2012: Ladywell Primary School em Motherwell, Escócia, lançou "O Holy Night" como um download digital em 21 de novembro de 2012. A escola doou 90 por cento dos rendimentos da música para a Meningitis Research Foundation em memória de um estudante que morreu de doença meningocócica. Os 10% restantes foram para fundos escolares.[17] Chegou ao No. 39 na Singles Chart do Reino Unido.[18]
- 2017–2018: Lauren Daigle No. 14 US Billboard Christian adult contemporary,[19] No. 33 US Hot Christian Songs,[20] e No. 33 Christian Airplay dos EUA[21]